# Obserwatorium Paranal

Rozmieszczenie teleskopów w Obserwatorium Paranal

Obserwatorium Paranal – obserwatorium astronomiczne położone w chilijskich Andach na wysokości 2635 m n.p.m. na górze Cerro Paranal, około 130 km na południe od Antofagasty w Chile i 12 km od wybrzeża Pacyfiku. Należy do Europejskiego Obserwatorium Południowego (ESO). Znajdują się tu następujące teleskopy:
- Very Large Telescope (Bardzo Duży Teleskop, VLT), składający się z czterech teleskopów o średnicy 8,2 m, które mogą pracować indywidualnie lub wspólnie w ramach interferometru VLTI (Very Large Telescope Interferometer); w trybie VLTI wykorzystywane są też cztery ruchome Teleskopy Pomocnicze (Auxiliary Telescopes) o średnicy 1,8 m, stanowiące część Interferometru VLT. Teleskop VLT prowadzi obserwacje w świetle widzialnym i podczerwonym.
- VISTA (Visible & Infrared Survey Telescope for Astronomy), średnica zwierciadła 4,1 m, służy do przeglądów nieba w świetle widzialnym i podczerwonym.
- VLT Survey Telescope (VST), średnica zwierciadła 2,6 m, do przeglądów nieba w świetle widzialnym.

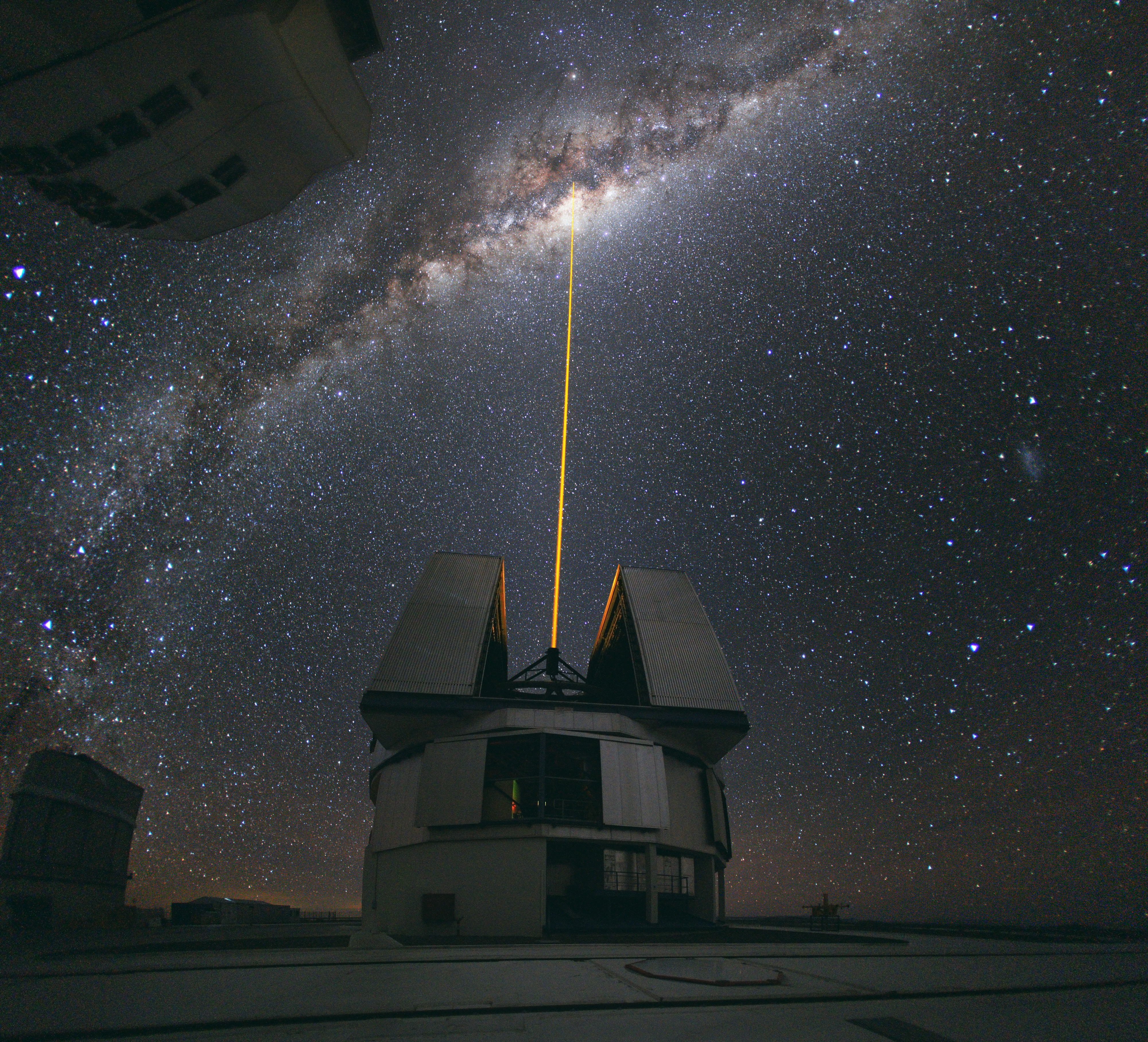
Wiązka lasera z obserwatorium

## Ciekawostka
Obserwatorium Paranal można zobaczyć w filmie o Jamesie Bondzie. Tłem dla niektórych scen „007 Quantum of Solace” była Residencia. To wyjątkowa konstrukcja wybudowana jako hotel dla astronomów pracujących w ekstremalnych warunkach panujących  na dużej wysokości. 